# محمدرضا بایرامی
محمدرضا بایرامی به سال ۱۳۴۶ در روستای لاطران، استان اردبیل به دنیا آمد. وی در نوجوانی آثار صمد بهرنگی علاقه‌مند شد و به گفته خود اولین قصه‌اش را برای رادیو فرستاد. سپس در کارگاه‌های قصه نویسی ثبت نام کرد، اما به دلیل مسائل مالی مجبور شد به سمت کار رفته و از ادامه آن کارگاه ها خودداری کند. (متولد ۱۳۴۶ در اردبیل) نویسندهٔ معاصر ایرانی است.
بایرامی با کتاب کوه مرا صدا زد از قصه‌های سبلان توانست جایزه خرس طلایی و جایزه کبرای آبی سوییس و نیز جایزه کتاب سال سوییس را از آن خود کند.
او در فاصله سال‌های ۱۳۸۲ تا ۱۳۸۴ از اعضای هیئت نظارت و سانسور پیش از چاپ کتب کودک و نوجوان بوده است.
وی در حال حاضر رئیس خانه داستان ایران است. بایرامی بابت نگارش رمانِ لم‌یزرع و کتاب داستانی گرگ‌ها از برف نمی‌ترسند، توانست جایزه کتاب سال جمهوری اسلامی ایران را کسب کرد.

## توقیف کتاب مردگان باغ سبز
آخرین کتاب بایرامی به نام مردگان باغ سبز، توسط وزارت ارشاد توقیف شد. عبدالجواد موسوی در اعتراض به این توقیف در وبلاگش نوشت: «اگر بایرامی اسم رمانش را می‌گذاشت «به هلاکت رسیدگان جهنم سبز» و آن وقت آن دوره از تاریخ را هم به دلخواه حضرات مهرورز روایت می‌کرد بازهم کتابش را توقیف می‌کردند؟» دلیل توقیف این کتاب همزمانی آن با اتفاقات سال ۸۸ ایران و قرابتهای شاید ناخودآگاه داستان با آن ماجراها بود. علاوه بر نام کتاب، اتفاقات و شخصیت ها را هم میشد با این جریان مقایسه کرد. در نهایت سال ۹۰ با اصلاحاتی این کتاب مجوز نشر گرفت. 

## ترجمه آثار
یوتا همیل رایش، کتاب کوه مرا صدا زد بایرامی را به زبان آلمانی ترجمه کرده‌است.

## جوایز
- کوه مرا صدا زد از قصه‌های ساوالان: جایزه خرس طلایی و جایزه کبرای آبی سوییس و نیز جایزه کتاب سال سوییس.
- گرگ‌ها از برف نمی‌ترسند، دوره ۲۷ جایزه کتاب سال جمهوری اسلامی ایران[۹]
- لم‌یزرع، دوره نهم جایزه ادبی جلال آل احمد [۱۰]
- لم‌یزرع، دوره ۳۴ جایزه کتاب سال جمهوری اسلامی ایران
- کتاب آتش به اختیار برنده اولین دوره جایزه ادبی هفت قلم در سال 1390

## کتاب‌های تألیفی
- قصه‌های ساوالان
- مرغ مهربان ننه مهتاب، با تصویرگری ملیحه حجتی، انتشارات سروش، ۱۳۶۷
- سپیدار مدرسه ما، با تصویرگری حمید شریفی، کتاب جوانه، ۱۳۶۸
- دشت شقایق‌ها سوره مهر، ۱۳۶۹
- عقاب‌های دره شصت سوره مهر، ۱۳۶۹
- هفت‌روز آخر سوره مهر، ۱۳۶۹
- وقتی‌که کولی‌ها برمی‌گردند، مجموعه داستان، نشر دانش‌آموز، ۱۳۶۹
- شب‌های بمباران، آثار کودکان و نوجوانان، انتشارات سوره مهر، ۱۳۷۰
- شب در بیابان سوره مهر، ۱۳۷۱
- تفنگ نشر دانش‌آموز، ۱۳۷۱
- رعد یک‌بار غرید سوره مهر، ۱۳۷۱
- کوه مرا صدا زد سوره مهر، ۱۳۷۱
- شاخه شکسته مجموعه داستان، زلال
- افسانه اژدها و آب با تصویرگری محمدعلی بنی‌اسدی، انتشارات قدیانی، ۱۳۷۲
- آن آدم کوچک سازمان تبلیغات اسلامی، ۱۳۷۳
- بادهای خزان سوره مهر، ۱۳۷۴
- بعد از کشتار سوره مهر، ۱۳۷۴
- دود پشت تپه مؤسسه انتشارات قدیانی ۱۳۷۵
- به کشتی نشسته با تصویرگری خشایار قاضی‌زاده، سوره مهر، ۱۳۷۶
- در ییلاق سوره مهر، ۱۳۷۶
- سایه ملخ رمان نوجوان، سوره مهر، ۱۳۷۷
- رعد یک بار غرید انتشارات سوره مهر، ۱۳۷۶
- 'گزیده ادبیات معاصر مجموعه داستان، کتاب نیستان، ۱۳۷۹
- صدای بال نسیم قصه‌های زندگی امام خمینی ره، مؤسسه نشر و تحقیقات ذکر، ۱۳۷۹
- پل معلق نشر افق، ۱۳۸۱
- پیش رو مجموعه داستان نوجوان، سوره مهر، ۱۳۸۱
- به دنبال صدای او مجموعه داستان نوجوان، سوره مهر، ۱۳۸۱
- مرغ‌های دریایی (ایلام) نشر شاهد، سوره مهر، ۱۳۸۲
- دره پلنگ‌ها (ایلام) نشر شاهد، سوره مهر، ۱۳۸۲
- هلت‌ها نام تو را می‌خوانند (ایلام) نشر شاهد، سوره مهر، ۱۳۸۲
- پرواز همیشه انتشارات همشهری، ۱۳۸۲
- 'درمینودر، ۴روز با رهبر در سفر، مؤسسه انتشارات قدیانی، ۱۳۸۶
- پروفسور حسابی با تصویرگری امیر نساجی، سوره مهر، ۱۳۸۶
- گرگ صفر، گرگ سفر داستانی برای فیلم، انتشارات قدیانی، کتاب‌های بنفشه، ۱۳۸۲
- گرگ‌ها از برف‌ها نمی‌ترسند انتشارات قدیانی، کتاب‌های بنفشه، ۱۳۸۲
- خون‌نوشت معرفی رمان‌های برگزیده ایرانی، انتشارات همشهری، ۱۳۸۷
- بر لبه پرتگاه با تصویرگری نگین احتسابیان، سوره مهر، ۱۳۸۸
- در باد آمد، در باران رفت انتشارات علم ۱۳۸۸
- عبور از کویر شرکت انتشارات سوره مهر، ۱۳۸۸
- فصل درو کردن خرمن سوره مهر، ۱۳۸۸
- هفت روز آخر شرکت انتشارات سوره مهر، ۱۳۸۸
- در ییلاق شرکت انتشارات سوره مهر، ۱۳۸۸
- غروب خورشید در سامرا انتشارات سوره مهر، ۱۳۸۹
- فصل پنجم: سکوت کانون پرورش فکری کودکان و نوجوانان، ۱۳۹۰
- آتش به‌اختیار انتشارات سوره مهر، ۱۳۹۰
- همسفران انتشارات سوره مهر، ۱۳۹۰
- سنگ سلام، انتشارات علمی و فرهنگی، ۱۳۹۴
- مردگان باغ سبز انتشارات سوره مهر، ۱۳۹۰
- لم‌یزرع، انتشارات کتاب نیستان، ۱۳۹۵
- زائران کوهستان مه آلود، انتشارات کتاب نیستان، 1399
- شکارچیان ماه، انتشارات سوره مهر، 1401
- سه گانه ای برای یگانه، انتشارات کتاب نیستان، 1390